# George Szanto
Pour les articles homonymes, voir Szanto.
George Szanto (né en 1940) est un nouvelliste, scénariste et écrivain américano-canadien.
Il publie plus d'une douzaine de nouvelles et d'histoires courtes. Ses œuvres apparaissent également dans des périodiques littéraire dont le Kansas Quarterly, le Bucknell Review, le Massachusetts Review et le Canadian Comparative Literature Review. Il est membre de la Société royale du Canada et récipiendaire du prix Hugh MacLennan de la Quebec Writers' Federation Awards pour sa nouvelle Friends & Marriages en 1995 .

## Biographie
Née à Derry en Irlande du Nord, Szanto étudie au Collège Dartmouth dans le New Hampshire, à l'Université de Francfort-sur-le-Main en Allemagne, à l'Université d'Aix-Marseille en France, ainsi qu'un doctorat (Ph.D.) à l'Université Harvard en 1967.
Durant sa carrière académique, Szanto enseigne la littérature comparative et dramatique à l'Université de Californie à San Diego et la littérature comparee à l'Université McGill de Montréal au Québec.

### Histoires courtes
- Sixteen Ways to Skin a Cat (1977)[1]
- Duets (avec Per Brask) (1989)[2]

### Nouvelles
- Not Working (1982)[1]
- The Underside of Stones: A Story Cycle (1990)[1]
- Friends & Marriages (1994)[1]
- The Condesa of M (2001)[1]
- Second Sight (2004)
- The Tartarus House on Crab[3]
- Whatever Lola Wants (2014)[4]

### Mystères
Quatre nouvelles sont co-écritent avec Sandy Frances Duncan, comprises dans the Islands Investigations International Mysteries:
- Never Sleep with a Suspect on Gabriola Island (2009)[5]
- Always Kiss the Corpse on Whidbey Island (2010)[6]
- Never Hug a Mugger on Quadra Island (2011)[7]
- Always Love a Villain on San Juan Island (2013)[8]

### Critiques
- Narrative Consciousness: Structure and Perception in the Fiction of Kafka, Beckett and Robbe-Grillet (1972)[1]
- Theater and Propaganda (1978)[1]
- Narrative Taste and Social Perspectives: The Matter of Quality (1987)[1]
- Inside the Statues of Saints: Mexican Writers Talk About Culture and Corruption, Politics and Daily Life[9]

### Biographie
- Bog Tender: Coming Home to Nature and Memory (2013)[10]

### Drame
- The New Black Crook (1971)[1]
- Chinchill! (with Milton Savage) (1972)[1]
- After the Ceremony (1978)[1]
- The Next Move (1981)[1]

### Satire
- A modest proposition to the people of Canada concerning the pervasive ills and divisions afflicting the nation, including but not limited to the anguish of a land rent asunder by heinous tax bills, curtailment of economic opportunity, the plight of the middle classes, and Quebec (avec Per Brask et le Comité responsable de la surveillance des conflits canadiens) (1992)[11]

## Récompenses
- Prix Fiction Hugh MacLennan (1995} for Friends & Marriages[1]
- Finaliste, The Voices of Canada (1980)[1]
- Finaliste, Books in Canada First Novel Award (en) (1984) pour Not Working[1]
- Silver Foundation Medal, National Magazine Awards (1988) pour "How Ali Cran Got His Name"[1]
- Compagnon, Société royale du Canada (1988)[1]
- Gagnant ACTRA, Southwest Theatre Conference New Play Project pour The New Black Crook[1]

## Référence
- (en) Cet article est partiellement ou en totalité issu de l’article de Wikipédia en anglais intitulé « George Szanto » (voir la liste des auteurs).

1. 1 2 3 4 5 6 7 8 9 10 11 12 13 14 15 16 17 18 19 20  (en) « Biography in Context: George H. Szanto » , sur Contemporary Authors Online, Gale, 2007 (consulté le 28 avril 2019)
2. ↑  (en) Duets, WorldCat (OCLC 19848172, lire en ligne)
3. ↑  (en) The Tartarus House on Crab, WorldCat (OCLC 670421135, lire en ligne)
4. ↑  (en) Whatever Lola Wants: A Novel, WorldCat (OCLC 869266714, lire en ligne)
5. ↑  (en) Never Sleep with a Suspect on Gabriola Island, WorldCat (OCLC 305104485, lire en ligne)
6. ↑  (en) Always Kiss the Corpse on Whidbey Island, WorldCat (OCLC 1036057052, lire en ligne)
7. ↑  (en) Never Hug a Mugger on Quadra Island, WorldCat (OCLC 935755909, lire en ligne)
8. ↑  (en) Always Love a Villain on San Juan Island, WorldCat (OCLC 833553361, lire en ligne)
9. ↑  (en) « Biography in Context: George Szanto » , sur Directory of American Scholars, Gale, 2002 (consulté le 28 avril 2019)
10. ↑  (en) Bog Tender, WorldCat (OCLC 813522406, lire en ligne)
11. ↑  (en) A Modest Proposition..., WorldCat (OCLC 24215526, lire en ligne)